# Сан Николо (Пјаченца)
Сан Николо (итал. San Nicolò) је насеље у Италији у округу Пјаченца, региону Емилија-Ромања.
Према процени из 2011. у насељу је живело 8497 становника. Насеље се налази на надморској висини од 61 м.